# 罗达干
罗达干（?—?），英义可汗时回纥宰相。
广德二年（764年）仆固怀恩反唐，联合回纥、吐蕃进犯唐朝，罗达干参与出征领导。永泰元年（765年）仆固怀恩病卒，回纥与吐蕃分裂，回纥可汗弟、合胡禄都督藥葛羅派罗达干等率其众二千余骑，诣泾阳向唐将郭子仪请和。郭子仪赠綵三千匹，相约共击吐蕃。罗达干与开府古野那、磨咄莫贺达干、暾莫贺达干、护都毗伽、揭拉裴罗达干等六人入京朝见唐代宗。之后在赤山岭参与共破吐吐蕃的战役，获胜。罗达干受封回纥宰相梅录大将军、开府仪同三司、试太常卿。与宰相护地毗伽将军等一百九十六人来见，唐代宗赐宴于延英殿。